# Csirmaz Ágnes
Csirmaz Ágnes (Debrecen, 1976. február 11. –) magyar filmproducer, forgatókönyvíró, gyártásvezető.

## Életpályája
1994-ben végezte tanulmányait a Dienes László Egészségügyi Szakközépiskolában. 2002 óta a Debreceni Egyetem Belgyógyászati Klinika B épületében dolgozik vezető asszisztensként. 2008-ban Dusa Tibor (rendező) közösen megalapította filmgyártó cégét Render Media Hungary néven. 2021-ben a Pecakúra című film producere és forgatókönyvírója volt.

## Produceri munkái
- Slawa (2023)
- Pecakúra (2021)
- Bízd a dokira (2016)
- Crux Alba (2013)
- Ne várjunk tétlenül a májrákra! (2011)
- Idétlen történet (2008)

## Produceri, gyártásvezetői munkái
| Év   | Előadó              | Cím                          | Feladatkör             | Link |
| ---- | ------------------- | ---------------------------- | ---------------------- | ---- |
| 2022 | Csillagkapu zenekar | Vagyok aki vagyok            | Producer/Gyártásvezető |      |
| 2022 | Diktátor zenekar    | A halak éneke                | Producer/Gyártásvezető |      |
| 2014 | Kárpátia zenekar    | Huszár                       | Gyártásvezető          |      |
| 2014 | Invader zenekar     | Szabad lázadó                | Gyártásvezető          |      |
| 2014 | Chrome Rt zenekar   | Újabb felvonás               | Gyártásvezető          |      |
| 2013 | STSF zenekar        | Identitás                    | Producer/Gyártásvezető |      |
| 2013 | Kárpátia zenekar    | A száműzött                  | Gyártásvezető          |      |
| 2013 | Kárpátia            | Busó rege                    | Gyártásvezető          |      |
| 2013 | Kárpátia            | Hintaló                      | Gyártásvezető          |      |
| 2013 | Kárpátia            | Egy szökött hadifogoly éneke | Gyártásvezető          |      |
| 2013 | ZBB                 | Mondd, hogy újra szép lesz   | Gyártásvezető          |      |
| 2013 | Stratégia           | Örökség                      | Producer/Gyártásvezető |      |
| 2012 | Krízis              | Félelem                      | Producer/Gyártásvezető |      |
| 2012 | Gergó Dávid         | A föld története             | Producer/Gyártásvezető |      |
| 2012 | Deep Inside         | Préda                        | Gyártásvezető          |      |
| 2012 | Flúg                | Visszafordíthatattlan        | Gyártásvezető          |      |
| 2012 | Chrome Rt           | Szabad vagyok                | Gyártásvezető          |      |
| 2012 | Holtidő             | Se földön se égen            | Producer/Gyártásvezető |      |
| 2012 | Ego-project         | Pár sör és pár haver         | Gyártásvezető          |      |
| 2012 | Los Vegas           | Mint egy filmben             | Gyártásvezető          |      |
| 2012 | Beyond              | I lose it all                | Gyártásvezető          |      |
| 2012 | Beyond              | Fire in the mosh pit         | Gyártásvezető          |      |
| 2011 | Tűzmadár            | Júdás csókja                 | Gyártásvezető          |      |
| 2011 | Rubicon             | Te vagy a válasz             | Gyártásvezető          |      |
| 2011 | Sound Heigh 69      | Elrontott kölykök            | Gyártásvezető          |      |
| 2011 | Magor               | Nem kell hogy félts          | Gyártásvezető          |      |
| 2011 | bugZ                | Éljenek a nők                | Gyártásvezető          |      |
| 2011 | Long Play 33 1/3    | Being Now                    | Gyártásvezető          |      |
| 2011 | Sence Of Silence    | Lélegezz                     | Producer/Gyártásvezető |      |
| 2011 | Echonald            | Sötét angyal                 | Gyártásvezető          |      |
| 2011 | Echonald            | Egyedül                      | Gyártásvezető          |      |
| 2011 | Crazy Granat        | Kőbe vésve                   | Gyártásvezető          |      |
| 2011 | Toscrew             | Mohó száj                    | Gyártásvezető          |      |
| 2011 | Diktátor            | Nem mehetek el               | Producer/Gyártásvezető |      |
| 2011 | Echonald            | Ha megállna az idő           | Gyártásvezető          |      |
| 2011 | Salvus              | Ketten egyedül               | Producer/Gyártásvezető |      |
| 2010 | Diktártor           | Szükségem van a kezedre      | Producer/Gyártásvezető |      |
| 2010 | Pandora's Box       | Ezer év                      | Gyártásvezető          |      |
| 2010 | Rubicon             | Mindenen át...               | Gyártásvezető          |      |
| 2010 | Ego-project         | We are at war                | Gyártásvezető          |      |
| 2010 | Ego-project         | Harcom                       | Gyártásvezető          |      |
| 2010 | Gedeon              | Valami változott             | Producer/Gyártásvezető |      |
| 2010 | Bitchgood           | Szexi volt                   | Producer/Gyártásvezető |      |
| 2010 | Chrome Rt           | Te vagy a legjobb            | Gyártásvezető          |      |
| 2010 | Barrow              | Nem tudom                    | Gyártásvezető          |      |
| 2010 | Ideas               | Hazám Hazám                  | Gyártásvezető          |      |
| 2010 | Dalriada            | Borvitéz                     | Gyártásvezető          |      |
| 2010 | Nigromantia         | End Of Life                  | Producer/Gyártásvezető |      |
| 2010 | Beyond              | Nem bűnhődsz                 | Gyártásvezető          |      |
| 2010 | Kalapács            | Dühös nemzedék               | Gyártásvezető          |      |
| 2009 | Barbárok            | Barbárok                     | Producer/Gyártásvezető |      |
| 2009 | Magor               | Próféta                      | Producer/Gyártásvezető |      |
| 2009 | Beyond              | Lélekhullás                  | Producer/Gyártásvezető |      |
| 2009 | Beyond              | Amikor                       | Producer/Gyártásvezető |      |
| 2009 | Chrome Rt           | Rémisztő álom                | Producer/Gyártásvezető |      |
| 2009 | Chrome Rt           | Magyarul                     | Producer/Gyártásvezető |      |

## Díjai
- 2011-ben a Ne várjunk tétlenül a májrákra! című ismeretterjesztő film producereként a Magyar Rákellenes Liga, a Magyar Klinikai Onkológiai Társaság és a Magyar Újságírók Országos Szövetségének Egészségügyi Szakosztálya elismerésében részesült.
- 2008-ban Rektori Elismerő Oklevélben részesült.